# Toognagel

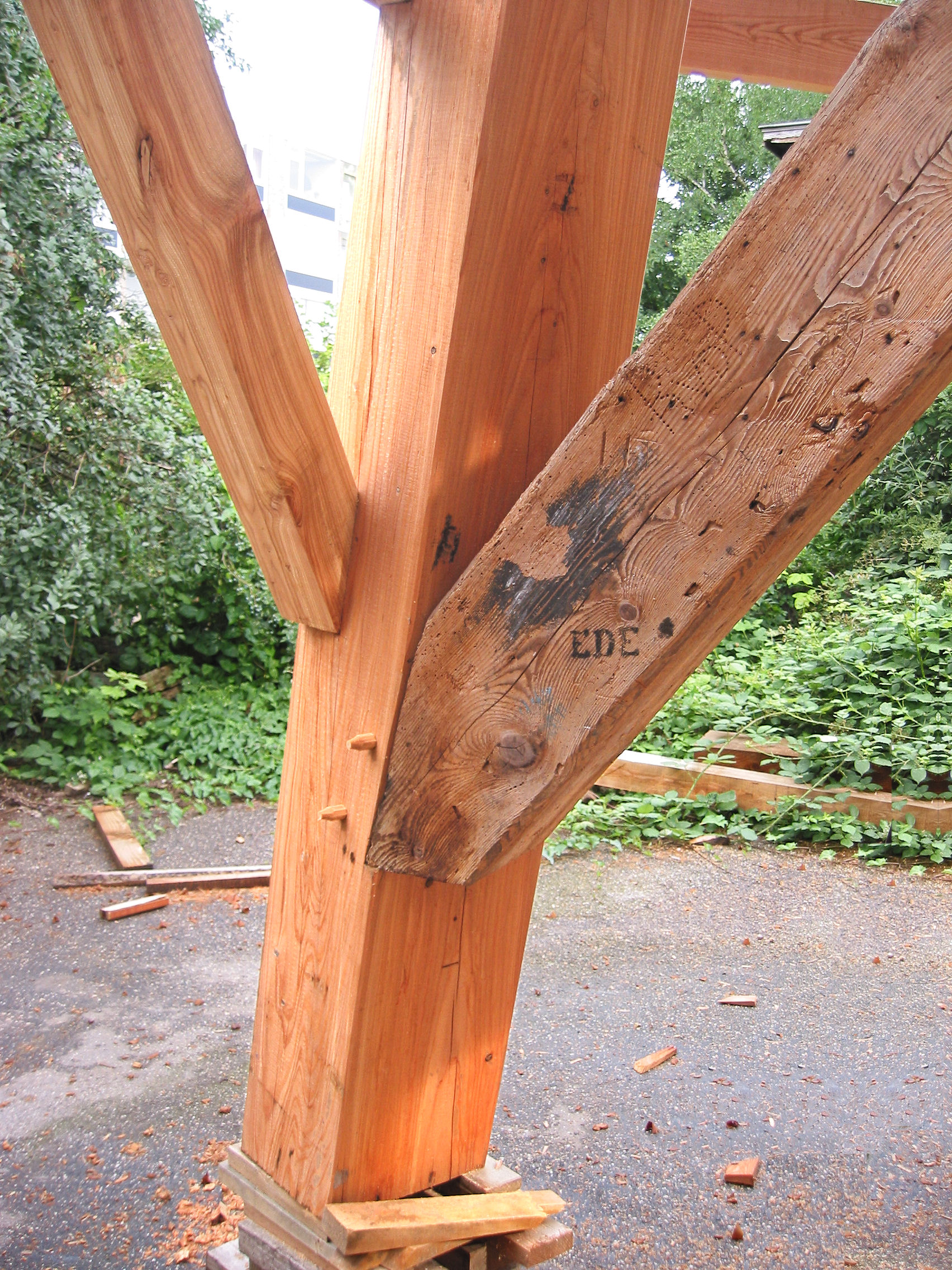
Verbinding met toognagels bij een achtkantstijl van een windmolen

Een toognagel is een houten nagel of pen waarmee een verbinding in een houtconstructie wordt vastgezet. Toognagels zijn meestal van dezelfde houtsoort gemaakt als de te verbinden onderdelen, bijvoorbeeld van eiken of grenen. 
De gaten worden iets verspringend geboord, waarna met behulp van een stalen toogijzer de delen naar elkaar toe worden getrokken, het zogenaamde togen. De verbinding wordt met een spijker gehecht, waarna het toogijzer uit het gat wordt verwijderd en de houten toognagel met een sleg, een grote houten hamer, in het zo voorgevormde gat wordt geslagen.
Toogijzer wordt ook toognagel genoemd.

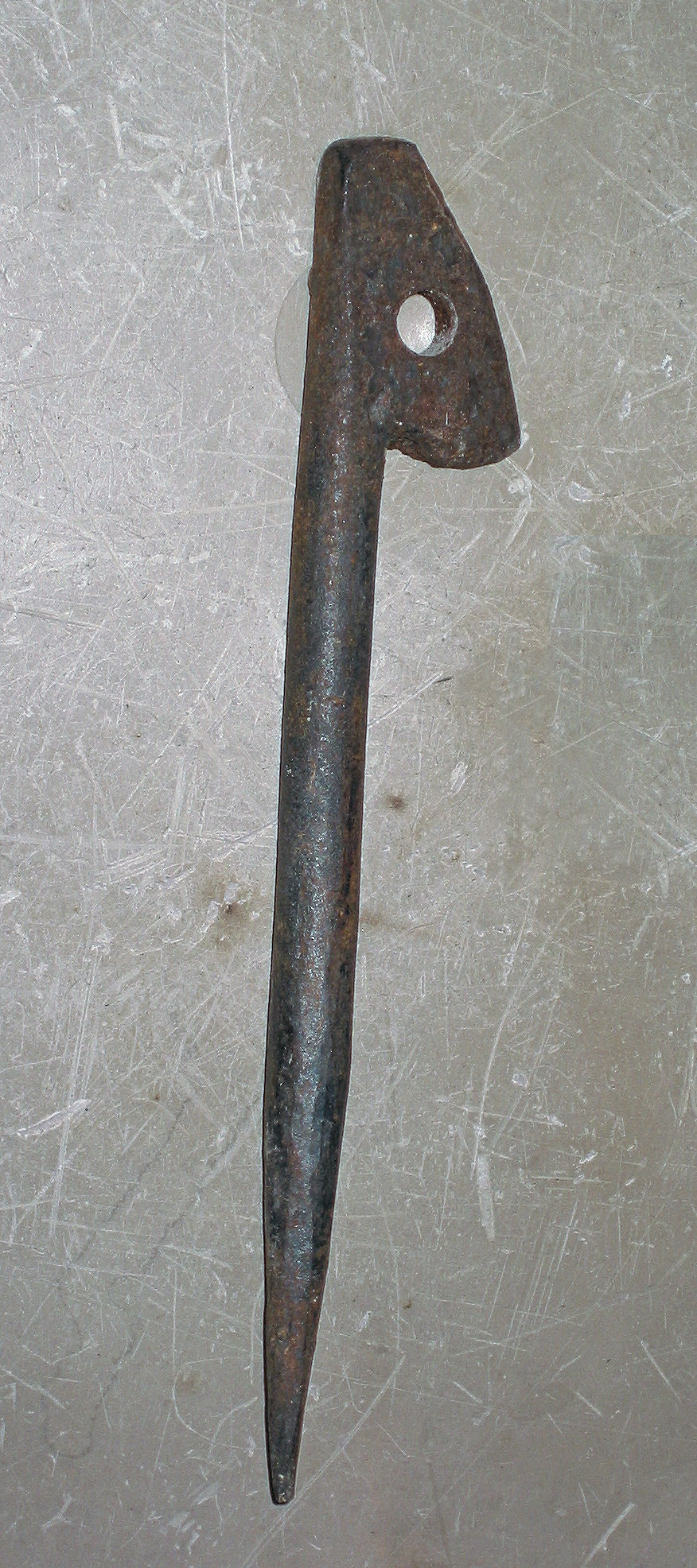
Stalen toogijzer
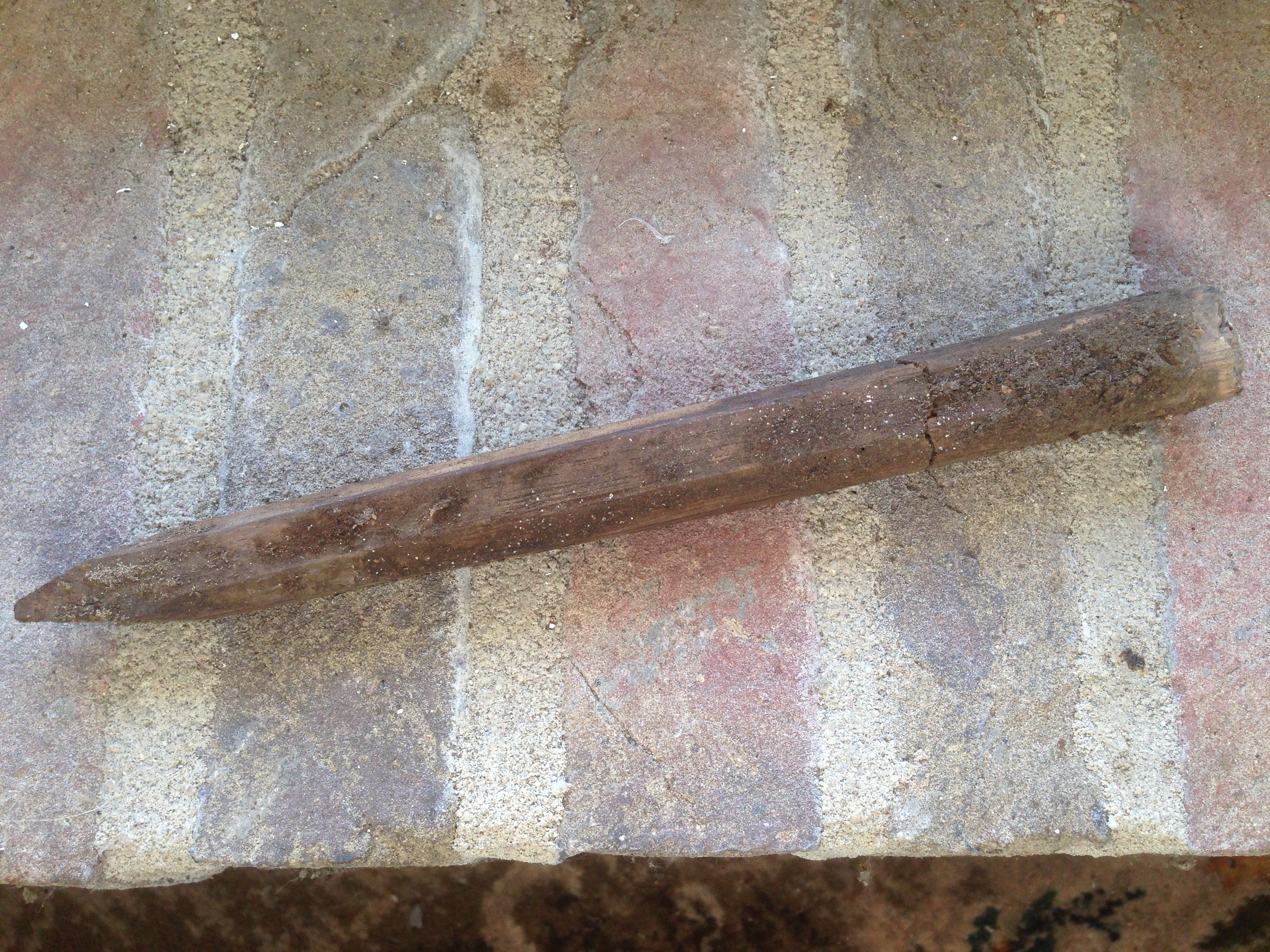
Eiken toognagel